# 埃斯科河畔孔代
埃斯科河畔孔代（法語：Condé-sur-l'Escaut，法語發音：[kɔ̃de syʁ lɛsko]）是法国上法蘭西大區北部省的一个市镇，位于该省东部，瓦朗謝訥市区北部，埃斯科河左岸，属于瓦朗谢讷区和瓦朗谢讷城市公共社区。

## 地理
埃斯科河畔孔代（50°26'57"N, 3°35'26"E）面积18.4 平方千米，位于法国上法蘭西大區北部省，该省份为法国最北部的省份及最长的省份，西北濒北海，西接加来海峡省，南至埃纳省和索姆省，东与比利时接壤。
与埃斯科河畔孔代接壤的市镇（或旧市镇、城区）包括：佩尔韦、圣艾贝尔、蒂旺塞勒、旧孔代、埃斯科河畔弗雷讷、卡鲁布勒、贝尼萨尔。
埃斯科河畔孔代的时区为UTC+01:00、UTC+02:00（夏令时）。

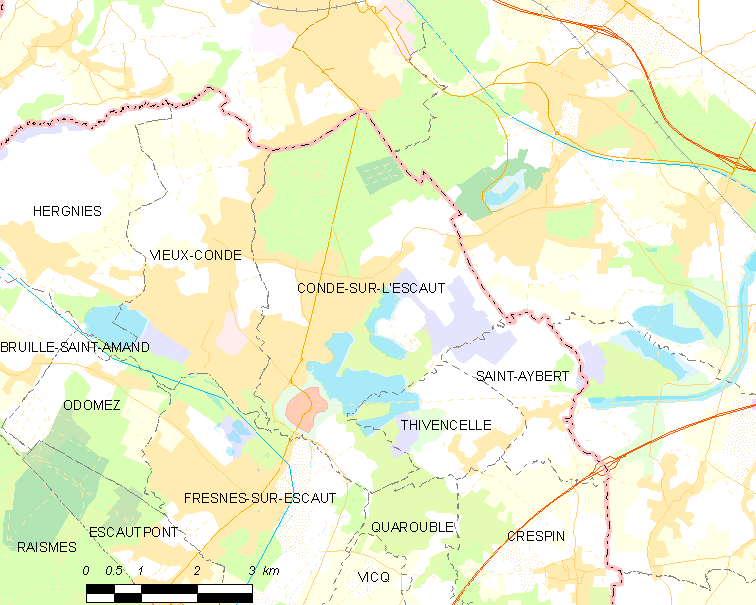
埃斯科河畔孔代的OSM定位图

## 行政
埃斯科河畔孔代的邮政编码为59163，INSEE市镇编码为59153。

## 政治
埃斯科河畔孔代所属的省级选区为马尔利县。

## 文化

### 景点
埃尔米塔日城堡位于境内。

## 交通
瓦朗谢讷有轨电车2号线经过境内。

## 人口

1962-2008年间埃斯科河畔孔代人口变化图示

埃斯科河畔孔代于2022年1月1日时的人口数量为9297人。